# Kylertown (Pennsylvanie)
Kylertown est une census-designated place située dans le comté de Clearfield, dans l’État de Pennsylvanie, aux États-Unis. Lors du recensement de 2020, elle compte 336 habitants.